# Gare de Mill Hill Broadway
La gare de Mill Hill Broadway (en anglais : Mill Hill Broadway railway station), est une gare ferroviaire de la Midland Main Line (en), en zone 4 Travelcard. Elle  est située sur la Station Road à Mill Hill (en), dans le borough londonien de Barnet, sur le territoire du Grand Londres.
C'est une gare Network Rail desservie par des trains Thameslink.

## Situation ferroviaire
Établie à 68 mètres d'altitude, La gare de Mill Hill Broadway est située sur la Midland Main Line (en), entre les gares ouvertes d'Elstree & Borehamwood, en direction des gares de Sheffield ou Nottingham, et de Hendon, en direction de la gare de Saint-Pancras. Elle dispose de quatre voies qui desservent trois quais, dont un central.

Plans : de la ligne et du réseau des transports à Londres
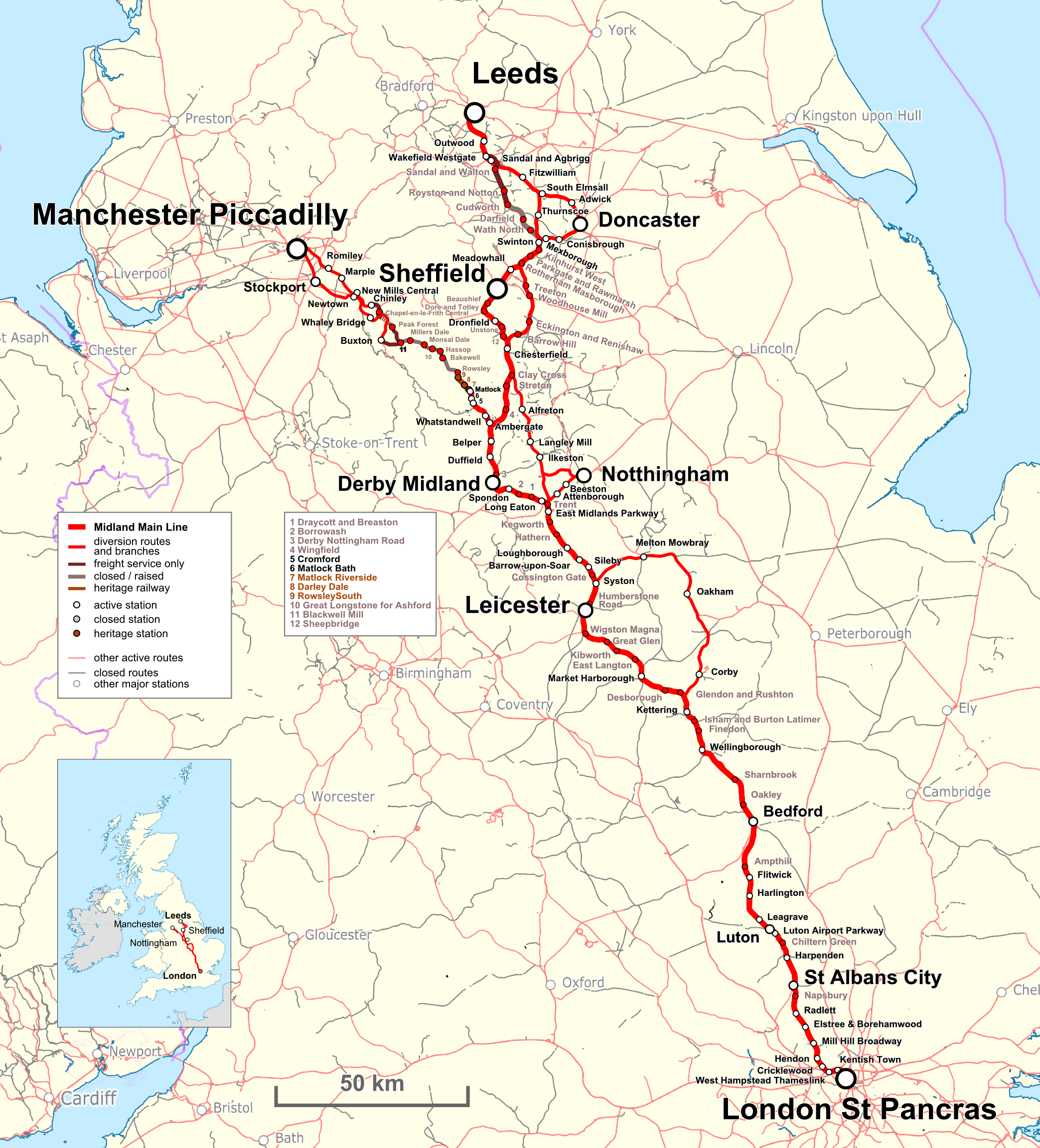
Midland Main Line.
Réseaux de Londres.

## Histoire
La gare, alors dénommée Mill Hil est mise en service le 13 juillet 1868 par la Midland Railway. Elle est renommée Mill Hill Broadway en 1950.
Le bâtiment est reconstruit dans les années 1960 dans le cadre de la création de l'autoroute M1.
En 2010, les quais sont allongés pour accueillir des trains de 12 voitures et des petits travaux d'amélioration de la gare ont lieu dans le cadre du programme Thameslink. Depuis le 14 septembre 2014 les services ferroviaires ont été exploités par Thameslink.

## Service des voyageurs

### Accueil
La gare dispose d'une entrée principale sur la Station Road à Mill Hill (en).

### Desserte
La gare de Mill Hill Broadway est desservie par : des trains Thameslink sur les relations Sutton (en) - Luton et Saint-Albans City - Rainham (en).

Installations
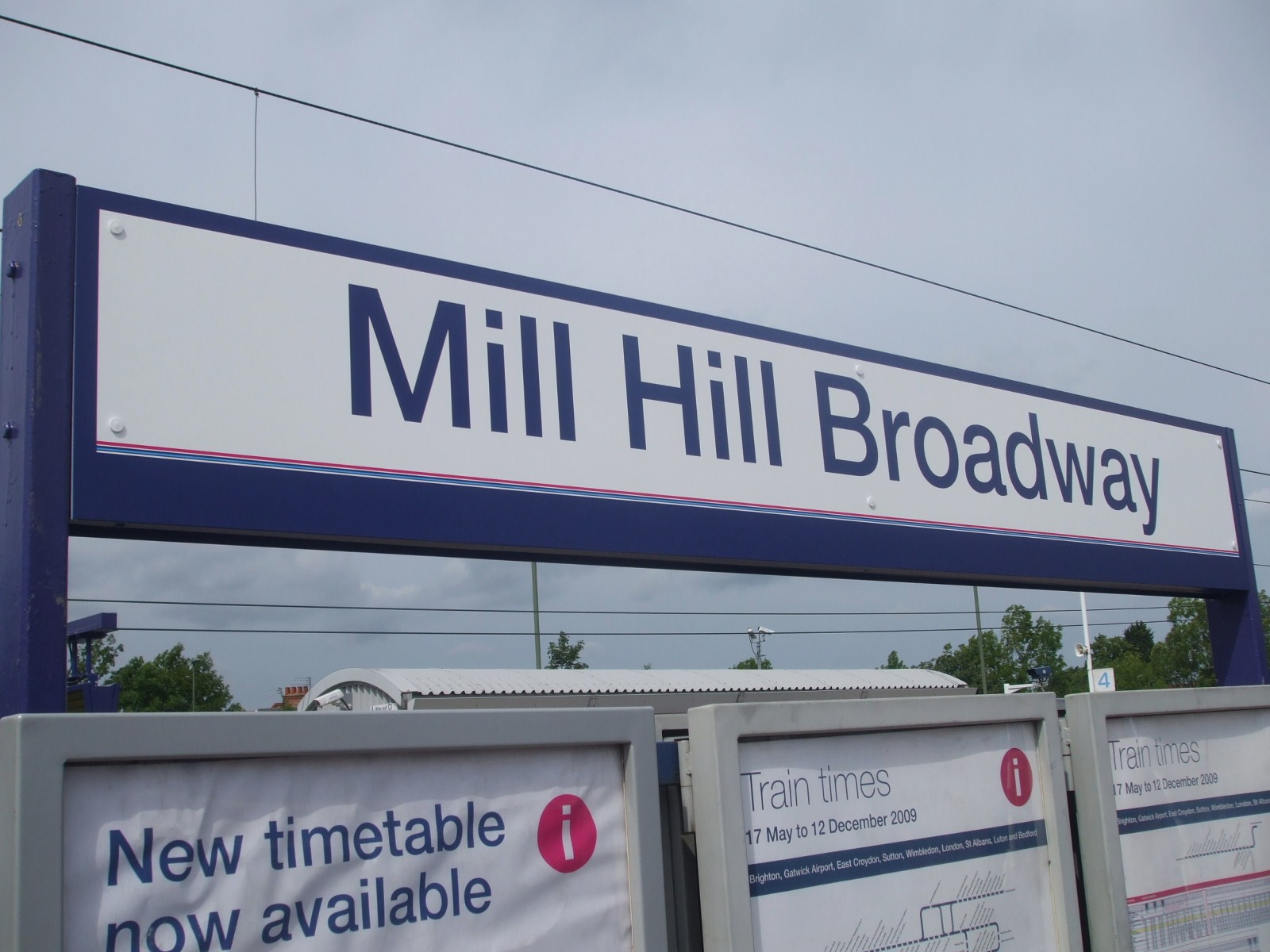
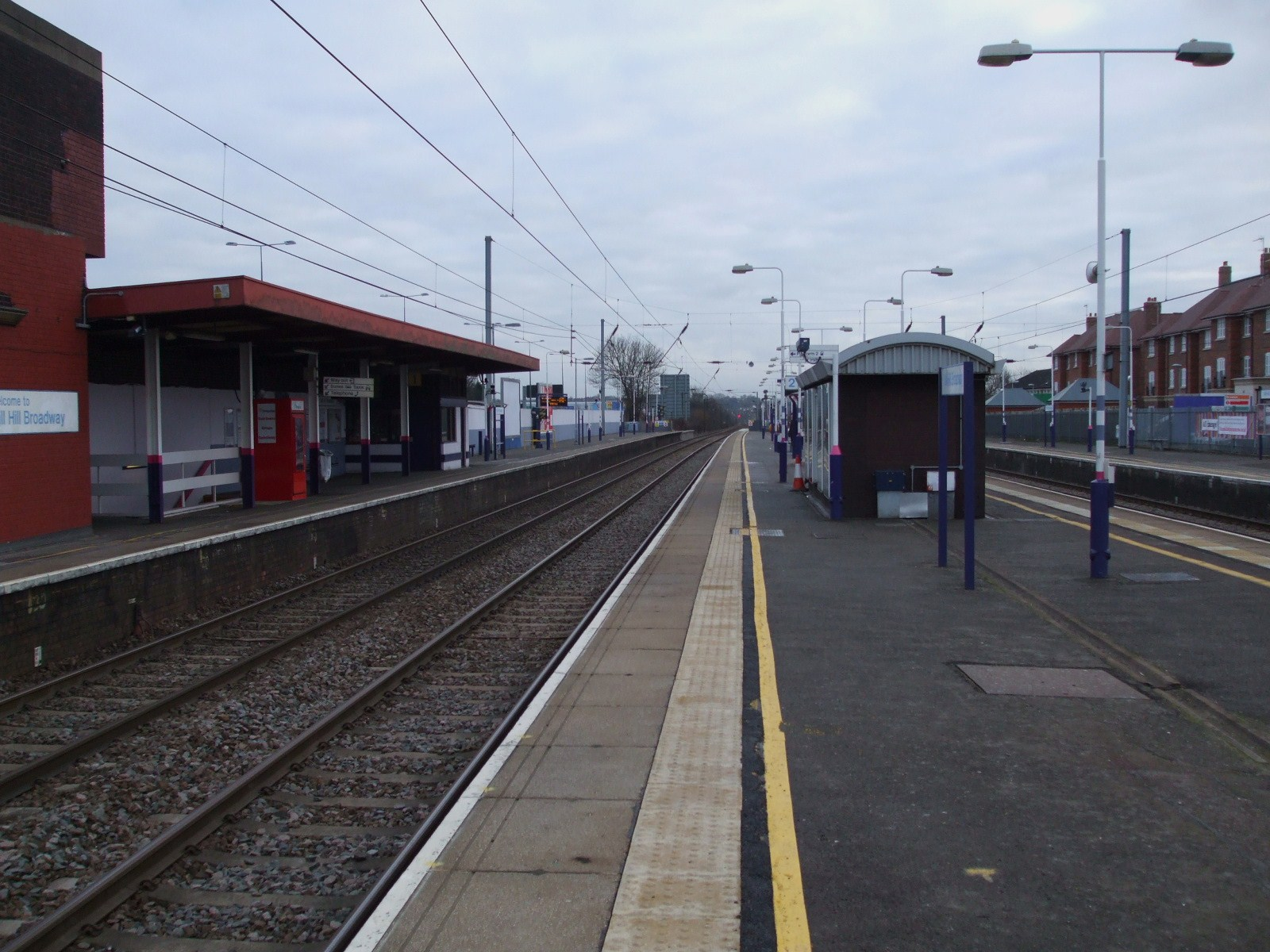
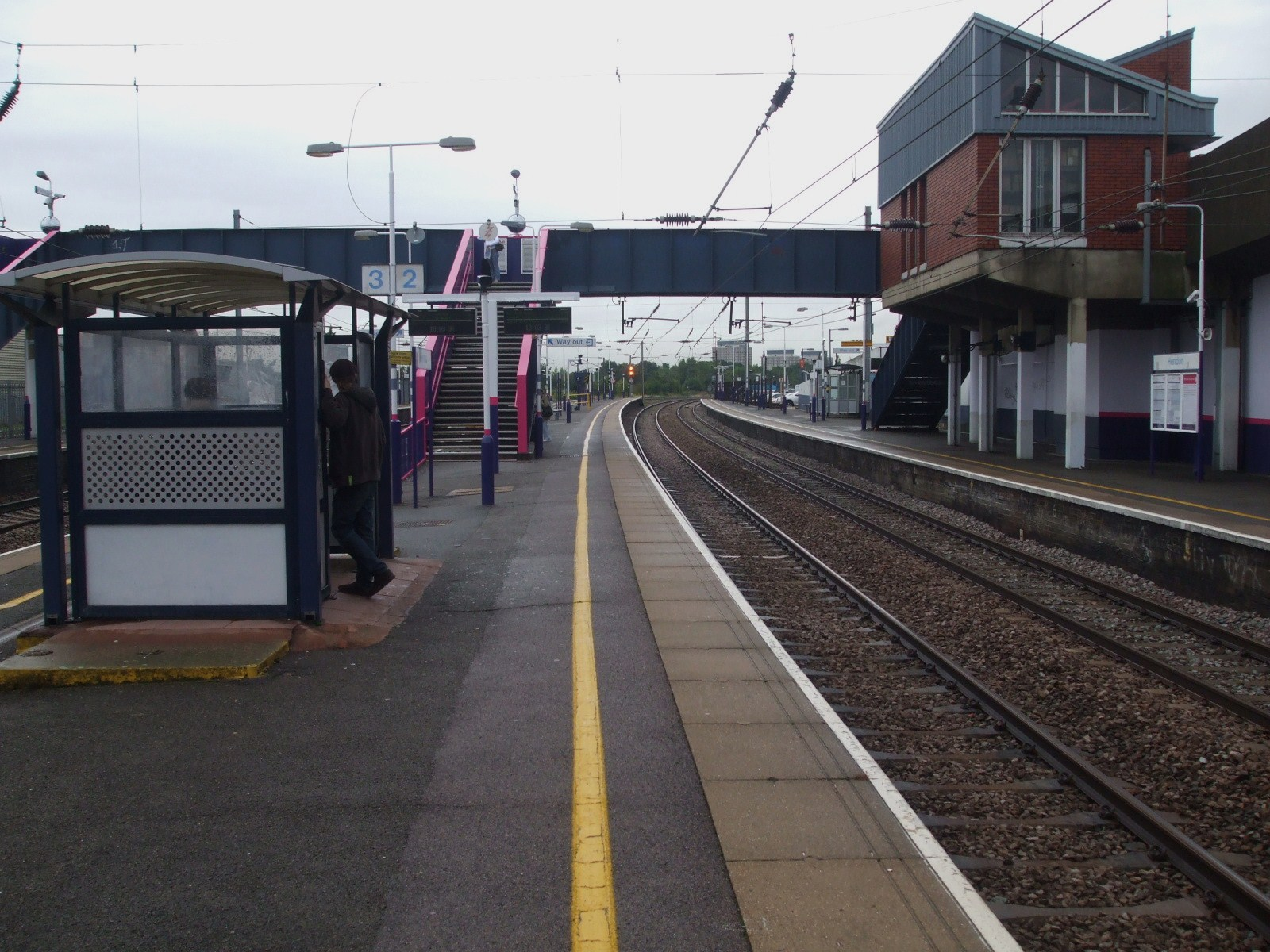

### Intermodalité
Elle est desservie par des autobus de Londres des lignes 114, 186, 221, 240, 251, 303, 605, 628 et 688.